# مراقبة المريض عن بعد

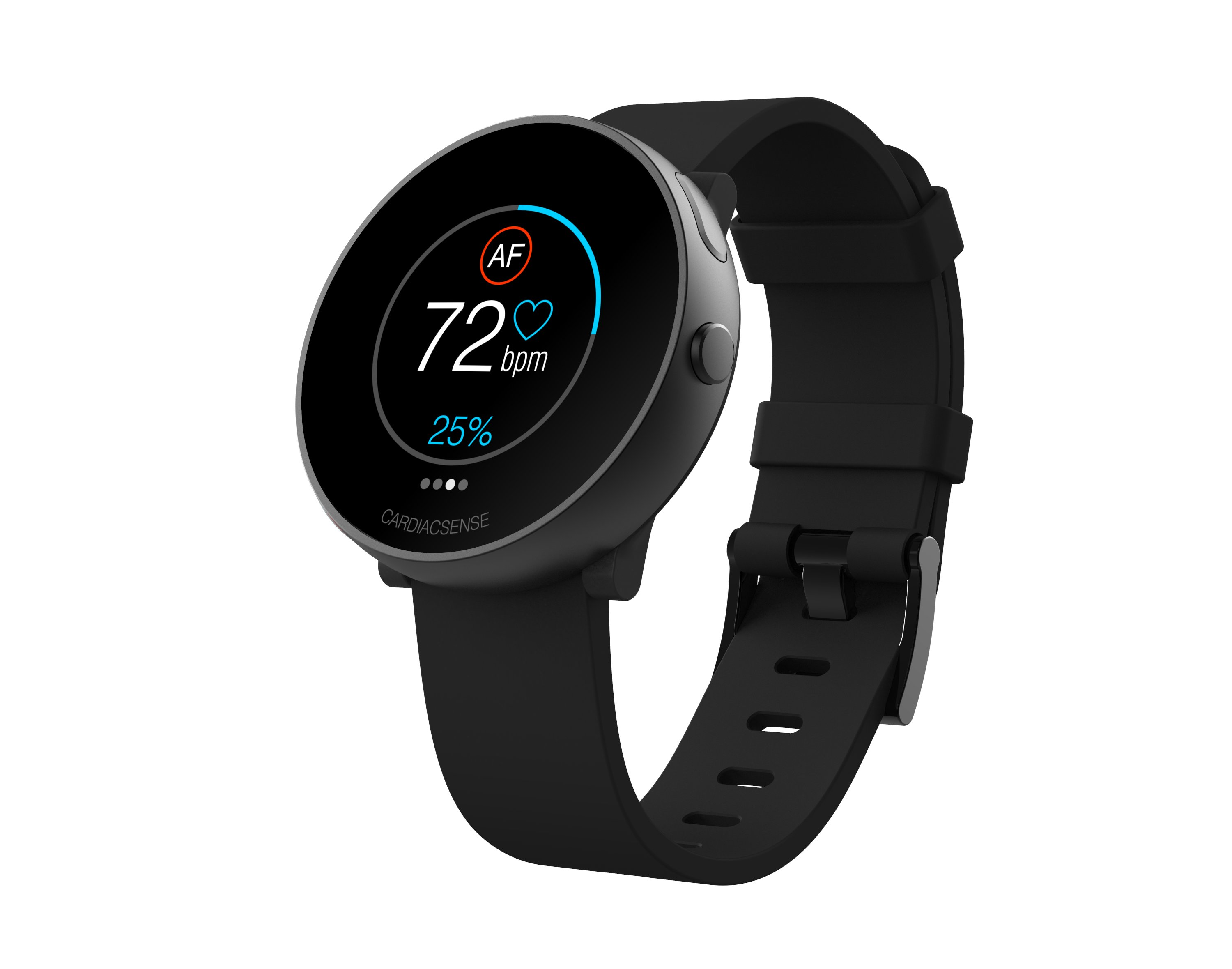
ساعة CardiacSense الطبية.

تمكن تقنية مراقبة المريض عند بعد من مراقبة المرضى خارج الأماكن السريرية التقليدية، كمراقبة المريض في المنزل أو في المناطق النائية، ما يزيد من الوصول إلى الرعاية الصحية، ويقلل من تكاليفها. تضمن مراقبة المريض عن بعد استمرار تقديم الرعاية للمرضى من قبل أطبائهم، وتُطبق غالبًا لمتابعة الأعراض الجسدية أو الحالات المزمنة أو إعادة التأهيل بعد دخول المستشفى.
تخضع هذه الأجهزة كالساعات الذكية للتحديث باستمرار، وتضاف إليها تقنيات جديدة كأجهزة مراقبة ضربات القلب.
يؤدي إدخال مراقبة المرضى عن بعد في تدبير الأمراض المزمنة إلى تحسين جودة حياة الفرد بشكل كبير، فهي تسمح للمرضى بالمحافظة على الاستقلال وتمنع حدوث المضاعفات، وتقلل التكاليف الشخصية. يحقق تقديم الرعاية من خلال الاتصال عن بعد هذه الأهداف. تعتبر هذه التقنيات مهمة في عمليات الرعاية الذاتية المعقدة كالديال الدموي المنزلي. تتيح الميزات الرئيسية للمراقبة عن بعد، الكشف المبكر عن التدهور، وبالتالي تقليل زيارات قسم الطوارئ ومدة الإقامة في المستشفى. تخضع التقنيات للتطوير المستمر للتعامل مع هذا النوع من الرعاية الصحية، قد يستخدم الأطباء طرق الاتصال الأساسية مثل زووم أو سناب شات أو حتى الهواتف الأرضية. بدأت البرامج التجريبية لمراقبة المرضى عن بعد في السبعينيات، أنشأت مؤسسة كايزر بريماننت أنظمة مراقبة للمجتمعات الريفية من أجل توفير رعاية صحية أفضل للمناطق المعزولة.
استخدمت مراقبة المريض عن بعد خلال جائحة كوفيد 19 على نطاق واسع، وُسمح باستخدام الرعاية الافتراضية في مجالات جديدة كعلم النفس أو طب القلب. من المتوقع أن تتضاعف صناعة أجهزة مراقبة المرضى عن بُعد بحلول عام 2025 بسبب تفشي جائحة كوفيد 19 وزيادة الرعاية المنزلية. أثبتت فوائد استخدام مراقبة المريض عن بُعد في تحقيق امتثال أفضل لدى المرضى مع تقليل تكاليف الرعاية.

## التطبيقات
تقيس حساسات الأجهزة الطرفية المشعرات الحيوية الأساسية كجهاز قياس ضغط الدم، ومقياس التأكسج النبضي، ومقياس السكر، تُجمع البيانات الفيزيولوجية كضغط الدم ومعلومات المريض الشخصية وترسل إلى مقدمي الرعاية الصحية عبر أجهزة الاتصالات اللاسلكية. تعالج البيانات بحثًا عن مشاكل محتملة، ويعلم المريض ومقدمي الرعاية الصحية على الفور في حالة اكتشاف مشكلة. يضمن التدخل في الوقت المناسب نتائج أفضل للمرضى. توفر التطبيقات الأحدث ميزة التعليم، وتنبيهات التذكير بالأدوية، ووسيلة اتصال بين المريض ومقدم الخدمة. يوضح القسم التالي أمثلة لتطبيقات المراقبة عن بعد.

### السرطان
يحسن استخدام المراقبة عن بعد لدى مرضى السرطان من النتائج العامة، أظهرت الدراسات تحسنًا في معدلات عودة الاستشفاء وانخفاضًا في استخدام موارد الرعاية الصحية. تساعد تقنيات المراقبة عن بعد في تقليل شدة الألم وتحسين الاكتئاب.

### كوفيد 19
توفر مراقبة المرضى عن بعد الرعاية المستمرة لمرضى كوفيد 19 بعد الخروج من المستشفى، وللمرضى الذين يعانون من مستويات إشباع أكسجين منخفضة ولا تتطلب دخول المستشفى، والمرضى الذين يعانون من أعراض كوفيد 19 المستمرة. تعتبر المراقبة عن بعد وسيلة ضرورية لتقديم الرعاية للمرضى المعرضين للخطر مثل كبار السن أو الأشخاص الذين يعانون من نقص المناعة. تشير الدراسات إلى أن استخدامها أثناء الجائحة قد ساعد في تقليل دخول المستشفى وتقليل استخدام موارد الرعاية. سمحت إدارة الغذاء والدواء الأمريكية بالاستخدام الإسعافي لتقنيات المراقبة عن بعد لتقليل انتشار كوفيد 19 وتقليل الحمل الزائد على موارد الرعاية الصحية والموظفين.

### الخرف والسقوط
تعزز تقنية المراقبة عن بعد من سلامة مرضى الخرف المعرضين لخطر السقوط وتمنع الضرر من خلال المراقبة المستمرة. يمكن لصق حساسات المراقبة عن بعد بالأفراد أو بأجهزتهم المساعدة على الحركة كالعصي والمشايات. تراقب الحساسات موقع الفرد ومشيته والتسارع الخطي والسرعة الزاوية، وتستخدم خوارزمية رياضية للتنبؤ باحتمالية السقوط، واكتشاف تغيرات الحركة، وتنبيه مقدمي الرعاية في حال السقوط. تتيح إمكانيات التتبع عبر شبكة واي فاي أو نظام تحديد المواقع العالمي أو تردد الراديو تحديد مواقع كبار السن المتجولين.